# Yukiyo Kojima
Yukiyo Kojima (jap. 小嶋 由紀代 Kojima Yukiyo; ur. 10 grudnia 1945 w Tokio) – japońska siatkarka. Srebrna medalistka igrzysk olimpijskich w Meksyku.